# Chúa tể của những chiếc nhẫn: Cuộc chiến của Rohirrim
Chúa tể của những chiếc nhẫn: Cuộc chiến của Rohirrim (tên tiếng Anh: The Lord of the Rings: The War of the Rohirrim) là một bộ phim điện ảnh hoạt hình thuộc thể loại kỳ ảo do Kenji Kamiyama làm đạo diễn, với kịch bản do Phoebe Gittins và Arty Papageorgiou chấp bút, dựa trên câu chuyện được kể trong phụ lục từ tiểu thuyết Chúa tể những chiếc nhẫn của J. R. R. Tolkien. Phim được sản xuất bởi Warner Bros. Animation và New Line Cinema với công đoạn sản xuất hoạt hình do hãng Sola Entertainment đảm nhận. Đây là phần tiền truyện được lấy bối cảnh vào 261 năm trước các sự kiện xảy ra trong phần phim Chúa tể những chiếc nhẫn: Hai tòa tháp (2002), phimcó sự tham gia lồng tiếng của Brian Cox trong vai Helm Hammerhand, một vị vua huyền thoại của Rohan. Ngoài ra, phim cũng có sự tham gia của Miranda Otto, cô tiếp tục lồng tiếng vai diễn Éowyn từ chuỗi ba phim Chúa tể của những chiếc nhẫn bản người đóng.
Chúa tể của những chiếc nhẫn: Cuộc chiến của Rohirrim được phát hành tại Hoa Kỳ và Việt Nam vào ngày 13 tháng 12 năm 2024 bởi Warner Bros. Pictures.

## Nội dung
Lấy bối cảnh 261 năm trước các sự kiện xảy ra trong Chúa tể những chiếc nhẫn: Hai tòa tháp, Cuộc chiến của Rohirrim là câu chuyện xoay quanh Helm Hammerhand, vị vua huyền thoại của Rohan, người phải đứng lên chống lại đoàn quân của Dunlendings.

## Diễn viên
- Brian Cox lồng tiếng vai Helm Hammerhand[6]
- Miranda Otto lồng tiếng vai Éowyn[6]
- Gaia Wise lồng tiếng vai Hera[6]
- Luke Pasqualino lồng tiếng vai Wulf[6]
- Laurence Ubong Williams lồng tiếng vai Fréaláf Hildeson[7]
- Shaun Dooley lồng tiếng vai Freca[7]

Ngoài ra, phim còn có sự tham gia của Lorraine Ashbourne, Yazdan Qafouri, Benjamin Wainwright, Michael Wildman, Jude Akuwudike, Bilal Hasna và Janine Duvitski trong các vai diễn chưa được tiết lộ.